# 빅토르 코발렌코 (축구 선수)
빅토르 빅토로비치 코발렌코(우크라이나어: Ві́ктор Ві́кторович Ковале́нко, 1996년 2월 14일~)는 우크라이나의 축구 선수로 현재 이탈리아 세리에 A의 엠폴리에서 임대 선수로 활동 중이며 포지션은 미드필더이다.

## 클럽 경력
그는 샤흐타르 도네츠크 유소년팀 출신으로, 2015년 2월 28일 FC 보르스클라 폴타바와의 우크라이나 프리미어리그 경기에서 데뷔하였다.